# Elaeagia cubensis
Elaeagia cubensis är en måreväxtart som beskrevs av Nathaniel Lord Britton. Elaeagia cubensis ingår i släktet Elaeagia och familjen måreväxter. Inga underarter finns listade i Catalogue of Life.